# Степен (Гацко)
Степен је насељено мјесто у општини Гацко, Република Српска, БиХ. Према попису становништва из 1991. у насељу је живјело 83 становника.

## Географија
Налази се у Церничком пољу.

## Становништво
| Демографија- | Демографија- | Демографија- |
| Година       | Становника   | Становника   |
| ------------ | ------------ | ------------ |
| 1948.        | 894          |              |
| 1953.        | 0            |              |
| 1961.        | 159          |              |
| 1971.        | 122          |              |
| 1981.        | 90           |              |
| 1991.        | 83           |              |